# Mvouni
Mvouni este un oraș în Comore, în  insula autonomă Grande Comore. În 2012 avea o populație de 5474, iar la recensământul din 1991 avea 3606 locuitori.